# Fredrik Gyllenram
Fredrik Bertilsson Gyllenram, född 19 februari 1929 i Huskvarna, död 6 april 2010 i Falun, var en svensk militär.

## Biografi
Gyllenram bodde fram till åtta års ålder i Hälleforsnäs. Efter studentexamen 1947 i Linköping och studier vid Lunds universitet 1947-1951 blev han värnpliktig och senare officer vid Livgrenadjärregementet i Linköping. Efter militärhögskola, aspiranttjänstgöring och brittisk underrättelseskola blev Gyllenram kapten i Generalstabskåren 1966. Sin trupptjänstgöring gjorde han från 1969 vid Västerbottens regemente som kompanichef. 
Gyllenram blev major 1970 och tjänstgjorde därefter vid militärhögskolan som lärare i strategi och taktik. År 1972 blev han överstelöjtnant och placerad i Generalstabskåren som förstelärare vid armélinjens allmänna kurs vid militärhögskolan. Han var chef för arméstabens studieavdelning mellan åren 1973 och 1976. Därefter kom han till Dalregementet som bataljonschef. Efter befordran till överste blev han 1978 utbildningschef och ställföreträdande regementschef samt brigadchef för Dalabrigaden. År 1982 befordrades Gyllenram till överste av första graden och blev chef för Dalregementet och försvarsområdesbefälhavare för  Kopparbergs försvarsområde. Gyllenram lämnade aktiv tjänst 1989.
Han var son till bergsingenjören Bertil Rudolfsson Gyllenram och dennes hustru Astrid Maria Rundgren. Han gifte sig med Kerstin Inez Maria Lennings den 27 maj 1950.